# Бенито Вильямарин
«Бенито Вильямарин» (исп. Estadio Benito Villamarín, до 2010 года назывался «Мануэль Руис де Лопера») — футбольный стадион в городе Севилья. Домашняя арена команды «Реал Бетис». На стадионе было проведено два матча чемпионата мира по футболу 1982 года: Бразилия — Шотландия и Бразилия — Новая Зеландия и знаменитый матч Испания — Мальта в отборе на ЕВРО-1984.
Четвёртый по вместимости стадион Испании (60 720 человек).
Сборная Испании сыграла на стадионе 15 матчей, из которых выиграла 13 и проиграла 2.